# چلنوکوفکا
چلنوکوفکا (به لاتین: Chelnokovka) یک منطقهٔ مسکونی در روسیه است که در باشقیرستان واقع شده‌است.